# 玲里
玲里（れいり Rayli）は、日本のシンガーソングライターである。
父親は、日本を代表する電子鍵盤奏者、東京音楽大学教授であり、作曲家・SF作家の難波弘之。

## ディスコグラフィ

### アルバム
- KISS AND FLY（2011年5月11日、YTE / Humming Star XQKH-1001）
- Never Let Me Go（2012年11月12日　YTE / Humming Star　XQKH-1002）[2]
- OPEN WORLD（2016年5月11日　PROG STAR RECORDS　PSRC-8801）
- Emotional Armor（2018年9月19日　PROG STAR RECORDS　PSRC-8802）

### 配信シングル
- トゥルリ☆ライア / HERE TONIGHT（2011年4月20日） - 読売テレビ「CunE!」2011年4月度エンディングテーマ曲 / 演劇集団キャラメルボックス「夏への扉」使用曲（1stアルバム収録）
- さよならの夏～コクリコ坂から～（2011年12月21日）
- ドキドキドク（2013年4月26日） - TOKYO MX「石田とあさくら」主題歌（2ndアルバム収録）
- クリスマスの告白（2014年11月26日） - 読売テレビ「CunE!」2014年12月度エンディングテーマ曲
- 虹のふもと（2015年2月11日） - 映画「マンゴーと赤い車椅子」挿入歌（3rdアルバム収録）
- GOLD / papapa song（2018年6月6日） - TBC東北放送TV野球中継「直球勝負！イーグルスLIVE」テーマソング（4thアルバム「Emotional Armor」収録）
- Good Day Today（2020年9月23日） - TBC東北放送TV野球中継「直球勝負！イーグルスLIVE」テーマソング